# Coppa di Russia 2017 (pallavolo maschile)
La Coppa di Russia 2017 si è svolta dal 28 agosto al 3 dicembre 2017: al torneo hanno partecipato 24 squadre di club russe e la vittoria finale è andata per la settima volta, la quarta consecutiva, allo Zenit-Kazan.

## Regolamento
Il torneo prevede tre fasi:
- la fase preliminare, con le 32 formazioni partecipanti divise in 6 gironi da 4 squadre ciascuno, dai quali accedono alla fase successiva le prime due classificate di ogni girone e la migliore terza;
- la fase semifinale, con 12 delle 13 formazioni qualificate suddivise in 3 gironi da 4 squadre ciascuno, dai quali accedono alla fase successiva le prime classificate di ogni girone;
- la Final 4, ospitata da 1 dei 13 qualificati alla fase semifinale, e quindi esonerato dal prenderne parte, con semifinali e finale in gara unica.

## Squadre partecipanti
| - ASK - Belogor'e - Dagestan - Dinamo Čeljabinsk - Dinamo Mosca - Dinamo-LO - Lokomotiv-Izumrud - Enisej | - Fakel - Gazprom-Jugra - Groznyj - Jaroslavič - Kuzbass - Lokomotiv Novosibirsk - MGTU Mosca - NOVA | - Orenburž'e - Prikam'e - Samotlor - Tarchan - Universitet Barnaul - Ural - Zenit San Pietroburgo - Zenit-Kazan |

## Torneo

### Fase preliminare
| Zona 1                | Zona 2       | Zona 3                | Zona 4              | Zona 5            | Zona 6        |
| --------------------- | ------------ | --------------------- | ------------------- | ----------------- | ------------- |
| ASK                   | Dinamo Mosca | Lokomotiv Novosibirsk | Belogor'e           | Fakel             | Dagestan      |
| Dinamo-LO             | Groznyj      | NOVA                  | Dinamo Čeljabinsk   | Prikam'e          | Gazprom-Jugra |
| Zenit San Pietroburgo | Jaroslavič   | Orenburž'e            | Enisej              | Lokomotiv-Izumrud | Kuzbass       |
| Zenit-Kazan           | Samotlor     | Tarchan               | Universitet Barnaul | Ural              | MGTU Mosca    |

#### Zona 1

##### Risultati
| 28 agosto 2017 ?, San Pietroburgo Durata: ? - Spettatori: ?    | Dinamo-LO             | 3 - 0 | Zenit San Pietroburgo | 25-15, 25-20, 25-23        |
| 28 agosto 2017 ?, San Pietroburgo Durata: ? - Spettatori: ?    | Zenit-Kazan           | 3 - 0 | ASK                   | 25-15, 25-17, 25-23        |
| 29 agosto 2017 ?, San Pietroburgo Durata: ? - Spettatori: ?    | Zenit-Kazan           | 0 - 3 | Zenit San Pietroburgo | 14-25, 18-25, 22-25        |
| 29 agosto 2017 ?, San Pietroburgo Durata: ? - Spettatori: ?    | Dinamo-LO             | 3 - 0 | ASK                   | 25-14, 25-15, 25-20        |
| 30 agosto 2017 ?, San Pietroburgo Durata: ? - Spettatori: ?    | Zenit San Pietroburgo | 3 - 0 | ASK                   | 25-15, 25-18, 25-20        |
| 30 agosto 2017 ?, San Pietroburgo Durata: ? - Spettatori: ?    | Zenit-Kazan           | 3 - 1 | Dinamo-LO             | 32-30, 23-25, 25-19, 25-19 |
| 1º settembre 2017 ?, San Pietroburgo Durata: ? - Spettatori: ? | Zenit San Pietroburgo | 3 - 1 | Dinamo-LO             | 25-18, 18-25, 25-23, 25-15 |
| 1º settembre 2017 ?, San Pietroburgo Durata: ? - Spettatori: ? | ASK                   | 0 - 3 | Zenit-Kazan           | 17-25, 21-25, 21-25        |
| 2 settembre 2017 ?, San Pietroburgo Durata: ? - Spettatori: ?  | Zenit San Pietroburgo | 0 - 3 | Zenit-Kazan           | 21-25, 17-25, 24-26        |
| 2 settembre 2017 ?, San Pietroburgo Durata: ? - Spettatori: ?  | ASK                   | 0 - 3 | Dinamo-LO             | 18-25, 15-25, 18-25        |
| 3 settembre 2017 ?, San Pietroburgo Durata: ? - Spettatori: ?  | ASK                   | 0 - 3 | Zenit San Pietroburgo | 24-26, 21-25, 14-25        |
| 3 settembre 2017 ?, San Pietroburgo Durata: ? - Spettatori: ?  | Dinamo-LO             | 3 - 1 | Zenit-Kazan           | 23-25, 25-19, 25-19, 25-20 |

##### Classifica
| Pos | Squadra               | Pt | G | V | P | SV | SP | Ratio | PF | PS | Ratio |
| --- | --------------------- | -- | - | - | - | -- | -- | ----- | -- | -- | ----- |
| 1   | Dinamo-LO             | 12 | 6 | 4 | 2 | 14 | 7  | 5.000 | ?  | ?  | ?     |
| 2   | Zenit-Kazan           | 12 | 6 | 4 | 2 | 13 | 7  | 1.857 | ?  | ?  | ?     |
| 3   | Zenit San Pietroburgo | 12 | 6 | 4 | 2 | 12 | 7  | 1.714 | ?  | ?  | ?     |
| 4   | ASK                   | 0  | 6 | 0 | 6 | 0  | 18 | 0.000 | ?  | ?  | ?     |

#### Zona 2

##### Risultati
| 28 agosto 2017 ?, Nižnevartovsk Durata: ? - Spettatori: ?    | Samotlor     | 3 - 0 | Jaroslavič   | 25-19, 25-21, 25-21               |
| 28 agosto 2017 ?, Nižnevartovsk Durata: ? - Spettatori: ?    | Dinamo Mosca | 3 - 0 | Groznyj      | 25-9, 25-20, 25-16                |
| 29 agosto 2017 ?, Nižnevartovsk Durata: ? - Spettatori: ?    | Dinamo Mosca | 3 - 0 | Samotlor     | 25-17, 25-19, 25-17               |
| 29 agosto 2017 ?, Nižnevartovsk Durata: ? - Spettatori: ?    | Groznyj      | 0 - 3 | Jaroslavič   | 18-25, 24-26, 18-25               |
| 30 agosto 2017 ?, Nižnevartovsk Durata: ? - Spettatori: ?    | Samotlor     | 3 - 0 | Groznyj      | 25-13, 25-23, 32-30               |
| 30 agosto 2017 ?, Nižnevartovsk Durata: ? - Spettatori: ?    | Jaroslavič   | 0 - 3 | Dinamo Mosca | 19-25, 27-29, 22-25               |
| 1º settembre 2017 ?, Nižnevartovsk Durata: ? - Spettatori: ? | Jaroslavič   | 3 - 2 | Samotlor     | 25-20, 25-15, 21-25, 23-25, 15-10 |
| 1º settembre 2017 ?, Nižnevartovsk Durata: ? - Spettatori: ? | Groznyj      | 0 - 3 | Dinamo Mosca | 20-25, 18-25, 16-25               |
| 2 settembre 2017 ?, Nižnevartovsk Durata: ? - Spettatori: ?  | Samotlor     | 0 - 3 | Dinamo Mosca | 23-25, 16-25, 14-25               |
| 2 settembre 2017 ?, Nižnevartovsk Durata: ? - Spettatori: ?  | Jaroslavič   | 3 - 0 | Groznyj      | 25-23, 25-19, 25-23               |
| 3 settembre 2017 ?, Nižnevartovsk Durata: ? - Spettatori: ?  | Groznyj      | 1 - 3 | Samotlor     | 25-21, 25-27, 16-25, 18-25        |
| 3 settembre 2017 ?, Nižnevartovsk Durata: ? - Spettatori: ?  | Dinamo Mosca | 3 - 0 | Jaroslavič   | 25-21, 27-25, 25-14               |

##### Classifica
| Pos | Squadra      | Pt | G | V | P | SV | SP | Ratio | PF | PS | Ratio |
| --- | ------------ | -- | - | - | - | -- | -- | ----- | -- | -- | ----- |
| 1   | Dinamo Mosca | 18 | 6 | 6 | 0 | 18 | 0  | MAX   | ?  | ?  | ?     |
| 2   | Samotlor     | 10 | 6 | 3 | 3 | 11 | 10 | 1.100 | ?  | ?  | ?     |
| 3   | Jaroslavič   | 8  | 6 | 3 | 3 | 9  | 11 | 0.818 | ?  | ?  | ?     |
| 4   | Groznyj      | 0  | 6 | 0 | 6 | 1  | 18 | 0.055 | ?  | ?  | ?     |

#### Zona 3

##### Risultati
| 28 agosto 2017 ?, Novosibirsk Durata: ? - Spettatori: ?    | Lokomotiv Novosibirsk | 3 - 0 | Tarchan               | 27-25, 25-18, 25-21               |
| 28 agosto 2017 ?, Novosibirsk Durata: ? - Spettatori: ?    | NOVA                  | 3 - 0 | Orenburž'e            | 25-18, 34-32, 25-17               |
| 29 agosto 2017 ?, Novosibirsk Durata: ? - Spettatori: ?    | Tarchan               | 3 - 1 | Orenburž'e            | 29-31, 25-16, 25-22, 25-19        |
| 29 agosto 2017 ?, Novosibirsk Durata: ? - Spettatori: ?    | Lokomotiv Novosibirsk | 2 - 3 | NOVA                  | 25-23, 27-29, 23-25, 25-18, 13-15 |
| 30 agosto 2017 ?, Novosibirsk Durata: ? - Spettatori: ?    | Orenburž'e            | 0 - 3 | Lokomotiv Novosibirsk | 19-25, 19-25, 19-25               |
| 30 agosto 2017 ?, Novosibirsk Durata: ? - Spettatori: ?    | NOVA                  | 3 - 0 | Tarchan               | 25-22, 25-20, 25-20               |
| 1º settembre 2017 ?, Novosibirsk Durata: ? - Spettatori: ? | Tarchan               | 0 - 3 | Lokomotiv Novosibirsk | 21-25, 15-25, 23-25               |
| 1º settembre 2017 ?, Novosibirsk Durata: ? - Spettatori: ? | Orenburž'e            | 0 - 3 | NOVA                  | 17-25, 18-25, 20-25               |
| 2 settembre 2017 ?, Novosibirsk Durata: ? - Spettatori: ?  | NOVA                  | 0 - 3 | Lokomotiv Novosibirsk | 21-25, 16-25, 18-25               |
| 2 settembre 2017 ?, Novosibirsk Durata: ? - Spettatori: ?  | Orenburž'e            | 0 - 3 | Tarchan               | 24-26, 22-25, 18-25               |
| 3 settembre 2017 ?, Novosibirsk Durata: ? - Spettatori: ?  | Lokomotiv Novosibirsk | 3 - 1 | Orenburž'e            | 26-24, 24-26, 25-22, 25-22        |
| 3 settembre 2017 ?, Novosibirsk Durata: ? - Spettatori: ?  | Tarchan               | 0 - 3 | NOVA                  | 14-25, 17-25, 14-25               |

##### Classifica
| Pos | Squadra               | Pt | G | V | P | SV | SP | Ratio | PF | PS | Ratio |
| --- | --------------------- | -- | - | - | - | -- | -- | ----- | -- | -- | ----- |
| 1   | Lokomotiv Novosibirsk | 16 | 6 | 5 | 1 | 17 | 4  | 4.250 | ?  | ?  | ?     |
| 2   | NOVA                  | 14 | 6 | 5 | 1 | 15 | 5  | 3.000 | ?  | ?  | ?     |
| 3   | Tarchan               | 6  | 6 | 2 | 4 | 6  | 13 | 0.461 | ?  | ?  | ?     |
| 4   | Orenburž'e            | 0  | 6 | 0 | 6 | 2  | 18 | 0.111 | ?  | ?  | ?     |

#### Zona 4

##### Risultati
| 28 agosto 2017 ?, Belgorod Durata: ? - Spettatori: ?    | Belogor'e           | 3 - 0 | Dinamo Čeljabinsk   | 25-16, 25-18, 25-21               |
| 28 agosto 2017 ?, Belgorod Durata: ? - Spettatori: ?    | Enisej              | 3 - 1 | Universitet Barnaul | 25-21, 25-18, 27-29, 25-22        |
| 29 agosto 2017 ?, Belgorod Durata: ? - Spettatori: ?    | Belogor'e           | 3 - 1 | Enisej              | 25-19, 22-25, 25-23, 25-23        |
| 29 agosto 2017 ?, Belgorod Durata: ? - Spettatori: ?    | Dinamo Čeljabinsk   | 3 - 2 | Universitet Barnaul | 25-20, 24-26, 24-26, 25-12, 15-13 |
| 30 agosto 2017 ?, Belgorod Durata: ? - Spettatori: ?    | Universitet Barnaul | 1 - 3 | Belogor'e           | 25-20, 16-25, 16-25, 21-25        |
| 30 agosto 2017 ?, Belgorod Durata: ? - Spettatori: ?    | Enisej              | 3 - 2 | Dinamo Čeljabinsk   | 25-11, 24-26, 19-25, 25-22, 15-11 |
| 1º settembre 2017 ?, Belgorod Durata: ? - Spettatori: ? | Dinamo Čeljabinsk   | 0 - 3 | Belogor'e           | 13-25, 17-25, 24-26               |
| 1º settembre 2017 ?, Belgorod Durata: ? - Spettatori: ? | Universitet Barnaul | 0 - 3 | Enisej              | 16-25, 23-25, 21-25               |
| 2 settembre 2017 ?, Belgorod Durata: ? - Spettatori: ?  | Enisej              | 0 - 3 | Belogor'e           | 16-25, 17-25, 16-25               |
| 2 settembre 2017 ?, Belgorod Durata: ? - Spettatori: ?  | Universitet Barnaul | 2 - 3 | Dinamo Čeljabinsk   | 17-25, 25-20, 21-25, 35-33, 13-15 |
| 3 settembre 2017 ?, Belgorod Durata: ? - Spettatori: ?  | Belogor'e           | 3 - 1 | Universitet Barnaul | 25-27, 25-17, 27-25, 25-15        |
| 3 settembre 2017 ?, Belgorod Durata: ? - Spettatori: ?  | Dinamo Čeljabinsk   | 3 - 1 | Enisej              | 25-21, 15-25, 25-23, 25-22        |

##### Classifica
| Pos | Squadra             | Pt | G | V | P | SV | SP | Ratio | PF | PS | Ratio |
| --- | ------------------- | -- | - | - | - | -- | -- | ----- | -- | -- | ----- |
| 1   | Belogor'e           | 18 | 6 | 6 | 0 | 18 | 3  | 6.000 | ?  | ?  | ?     |
| 2   | Enisej              | 8  | 6 | 3 | 3 | 11 | 12 | 0.916 | ?  | ?  | ?     |
| 3   | Dinamo Čeljabinsk   | 8  | 6 | 3 | 3 | 11 | 14 | 0.785 | ?  | ?  | ?     |
| 4   | Universitet Barnaul | 2  | 6 | 0 | 6 | 7  | 18 | 0.388 | ?  | ?  | ?     |

#### Zona 5

##### Risultati
| 28 agosto 2017 ?, Serpuchov Durata: ? - Spettatori: ?    | Fakel             | 3 - 1 | Lokomotiv-Izumrud | 20-25, 26-24, 25-23, 25-14        |
| 29 agosto 2017 ?, Serpuchov Durata: ? - Spettatori: ?    | Fakel             | 3 - 1 | Ural              | 24-26, 28-26, 25-22, 25-19        |
| 30 agosto 2017 ?, Serpuchov Durata: ? - Spettatori: ?    | Ural              | 3 - 0 | Lokomotiv-Izumrud | 25-21, 25-14, 25-23               |
| 1º settembre 2017 ?, Serpuchov Durata: ? - Spettatori: ? | Lokomotiv-Izumrud | 0 - 3 | Fakel             | 21-25, 21-25, 16-25               |
| 2 settembre 2017 ?, Serpuchov Durata: ? - Spettatori: ?  | Ural              | 1 - 3 | Fakel             | 20-25, 24-26, 25-20, 19-25        |
| 3 settembre 2017 ?, Serpuchov Durata: ? - Spettatori: ?  | Lokomotiv-Izumrud | 2 - 3 | Ural              | 16-25, 29-27, 15-25, 30-28, 13-15 |

##### Classifica
| Pos | Squadra           | Pt | G | V | P | SV | SP | Ratio | PF | PS | Ratio |
| --- | ----------------- | -- | - | - | - | -- | -- | ----- | -- | -- | ----- |
| 1   | Fakel             | 12 | 4 | 4 | 0 | 12 | 3  | 4.000 | ?  | ?  | ?     |
| 2   | Ural              | 5  | 4 | 2 | 2 | 8  | 8  | 1.000 | ?  | ?  | ?     |
| 3   | Lokomotiv-Izumrud | 1  | 4 | 0 | 4 | 3  | 12 | 0.250 | ?  | ?  | ?     |

#### Zona 6

##### Risultati
| 28 agosto 2017 ?, Machačkala Durata: ? - Spettatori: ?    | Gazprom-Jugra | 0 - 3 | Dagestan      | 20-25, 18-25, 13-25               |
| 28 agosto 2017 ?, Machačkala Durata: ? - Spettatori: ?    | Kuzbass       | 3 - 0 | MGTU Mosca    | 25-20, 25-20, 27-25               |
| 29 agosto 2017 ?, Machačkala Durata: ? - Spettatori: ?    | Dagestan      | 3 - 1 | MGTU Mosca    | 25-22, 26-24, 21-25, 25-21        |
| 29 agosto 2017 ?, Machačkala Durata: ? - Spettatori: ?    | Gazprom-Jugra | 0 - 3 | Kuzbass       | 18-25, 21-25, 19-25               |
| 30 agosto 2017 ?, Machačkala Durata: ? - Spettatori: ?    | Kuzbass       | 0 - 3 | Dagestan      | 19-25, 17-25, 23-25               |
| 30 agosto 2017 ?, Machačkala Durata: ? - Spettatori: ?    | MGTU Mosca    | 3 - 1 | Gazprom-Jugra | 25-22, 16-25, 27-25, 25-21        |
| 1º settembre 2017 ?, Machačkala Durata: ? - Spettatori: ? | Dagestan      | 3 - 2 | Gazprom-Jugra | 25-17, 21-25, 25-22, 18-25, 15-12 |
| 1º settembre 2017 ?, Machačkala Durata: ? - Spettatori: ? | MGTU Mosca    | 0 - 3 | Kuzbass       | 14-25, 25-27, 16-25               |
| 2 settembre 2017 ?, Machačkala Durata: ? - Spettatori: ?  | MGTU Mosca    | 0 - 3 | Dagestan      | 18-25, 22-25, 20-25               |
| 2 settembre 2017 ?, Machačkala Durata: ? - Spettatori: ?  | Kuzbass       | 1 - 3 | Gazprom-Jugra | 20-25, 29-31, 25-16, 19-25        |
| 3 settembre 2017 ?, Machačkala Durata: ? - Spettatori: ?  | Dagestan      | 1 - 3 | Kuzbass       | 15-25, 28-26, 20-25, 21-25        |
| 3 settembre 2017 ?, Machačkala Durata: ? - Spettatori: ?  | Gazprom-Jugra | 3 - 1 | MGTU Mosca    | 29-27, 12-25, 25-22, 25-22        |

##### Classifica
| Pos | Squadra       | Pt | G | V | P | SV | SP | Ratio | PF | PS | Ratio |
| --- | ------------- | -- | - | - | - | -- | -- | ----- | -- | -- | ----- |
| 1   | Dagestan      | 14 | 6 | 5 | 1 | 16 | 6  | 2.666 | ?  | ?  | ?     |
| 2   | Kuzbass       | 12 | 6 | 4 | 2 | 13 | 7  | 1.857 | ?  | ?  | ?     |
| 3   | Gazprom-Jugra | 7  | 6 | 2 | 4 | 9  | 14 | 0.642 | ?  | ?  | ?     |
| 4   | MGTU Mosca    | 3  | 6 | 1 | 5 | 5  | 16 | 0.312 | ?  | ?  | ?     |

### Fase semifinale
| Gruppo A    | Gruppo B              | Gruppo C              |
| ----------- | --------------------- | --------------------- |
| Dagestan    | Dinamo Mosca          | Dinamo-LO             |
| Enisej      | Kuzbass               | Fakel                 |
| Ural        | NOVA                  | Lokomotiv Novosibirsk |
| Zenit-Kazan | Zenit San Pietroburgo | Samotlor              |

#### Gruppo A

##### Risultati
| 13 ottobre 2017 ?, Kazan' Durata: ? - Spettatori: ? | Zenit-Kazan | 3 - 0 | Dagestan    | 25-21, 25-23, 25-23               |
| 13 ottobre 2017 ?, Kazan' Durata: ? - Spettatori: ? | Ural        | 3 - 1 | Enisej      | 23-25, 25-18, 25-23, 25-23        |
| 14 ottobre 2017 ?, Kazan' Durata: ? - Spettatori: ? | Zenit-Kazan | 3 - 0 | Ural        | 25-18, 25-23, 25-16               |
| 14 ottobre 2017 ?, Kazan' Durata: ? - Spettatori: ? | Dagestan    | 0 - 3 | Enisej      | 23-25, 19-25, 22-25               |
| 15 ottobre 2017 ?, Kazan' Durata: ? - Spettatori: ? | Enisej      | 0 - 3 | Zenit-Kazan | 15-25, 22-25, 19-25               |
| 15 ottobre 2017 ?, Kazan' Durata: ? - Spettatori: ? | Ural        | 3 - 2 | Dagestan    | 21-25, 26-24, 25-21, 13-25, 20-18 |

##### Classifica
| Pos | Squadra     | Pt | G | V | P | SV | SP | Ratio | PF | PS | Ratio |
| --- | ----------- | -- | - | - | - | -- | -- | ----- | -- | -- | ----- |
| 1   | Zenit-Kazan | 9  | 3 | 3 | 0 | 9  | 0  | MAX   | ?  | ?  | ?     |
| 2   | Ural        | 5  | 3 | 2 | 1 | 6  | 6  | 1.000 | ?  | ?  | ?     |
| 3   | Enisej      | 3  | 3 | 1 | 2 | 4  | 6  | 0.666 | ?  | ?  | ?     |
| 4   | Dagestan    | 1  | 3 | 0 | 3 | 2  | 9  | 0.222 | ?  | ?  | ?     |

#### Gruppo B

##### Risultati
| 13 ottobre 2017 ?, Kemerovo Durata: ? - Spettatori: ? | Kuzbass               | 3 - 2 | NOVA                  | 24-26, 25-22, 20-25, 25-12, 15-13 |
| 13 ottobre 2017 ?, Kemerovo Durata: ? - Spettatori: ? | Dinamo Mosca          | 1 - 3 | Zenit San Pietroburgo | 12-25, 25-12, 13-25, 19-25        |
| 14 ottobre 2017 ?, Kemerovo Durata: ? - Spettatori: ? | Dinamo Mosca          | 2 - 3 | Kuzbass               | 25-23, 25-22, 22-25, 14-25, 14-16 |
| 14 ottobre 2017 ?, Kemerovo Durata: ? - Spettatori: ? | Zenit San Pietroburgo | 1 - 3 | NOVA                  | 28-26, 21-25, 25-15, 25-23        |
| 15 ottobre 2017 ?, Kemerovo Durata: ? - Spettatori: ? | Kuzbass               | 3 - 1 | Zenit San Pietroburgo | 25-22, 18-25, 25-14, 25-21        |
| 15 ottobre 2017 ?, Kemerovo Durata: ? - Spettatori: ? | NOVA                  | 3 - 2 | Dinamo Mosca          | 25-22, 24-26, 25-19, 19-25, 15-8  |

##### Classifica
| Pos | Squadra               | Pt | G | V | P | SV | SP | Ratio | PF | PS | Ratio |
| --- | --------------------- | -- | - | - | - | -- | -- | ----- | -- | -- | ----- |
| 1   | Kuzbass               | 7  | 3 | 3 | 0 | 9  | 5  | 1.800 |    |    |       |
| 2   | Zenit San Pietroburgo | 6  | 3 | 2 | 1 | 7  | 5  | 1.400 |    |    |       |
| 3   | NOVA                  | 3  | 3 | 1 | 2 | 6  | 8  | 0.750 |    |    |       |
| 4   | Dinamo Mosca          | 2  | 3 | 0 | 3 | 5  | 9  | 0.555 |    |    |       |

#### Gruppo C

##### Risultati
| 13 ottobre 2017 ?, Novosibirsk Durata: ? - Spettatori: ? | Fakel                 | 3 - 1 | Dinamo-LO             | 25-20, 25-21, 22-25, 25-17 |
| 14 ottobre 2017 ?, Novosibirsk Durata: ? - Spettatori: ? | Lokomotiv Novosibirsk | 3 - 0 | Fakel                 | 25-23, 25-23, 25-23        |
| 15 ottobre 2017 ?, Novosibirsk Durata: ? - Spettatori: ? | Dinamo-LO             | 1 - 3 | Lokomotiv Novosibirsk | 15-25, 18-25, 25-21, 24-26 |

##### Classifica
| Pos | Squadra               | Pt | G | V | P | SV | SP | Ratio | PF | PS | Ratio |
| --- | --------------------- | -- | - | - | - | -- | -- | ----- | -- | -- | ----- |
| 1   | Lokomotiv Novosibirsk | 6  | 2 | 2 | 0 | 6  | 1  | 6.000 |    |    |       |
| 2   | Fakel                 | 3  | 2 | 1 | 1 | 3  | 4  | 0.750 |    |    |       |
| 3   | Dinamo-LO             | 0  | 2 | 0 | 2 | 2  | 6  | 0.333 |    |    |       |

### Finale 4
|  | Semifinali            | Semifinali            | Semifinali  |             |         | Finale  | Finale | Finale |  |
|  |                       |                       |             |             |         |         |        |        |  |
|  | Belogor'e             | Belogor'e             | 0           |             |         |         |        |        |  |
|  | Belogor'e             | Belogor'e             | 0           |             |         |         |        |        |  |
|  | Kuzbass               | Kuzbass               | 3           |             |         |         |        |        |  |
|  | Kuzbass               | Kuzbass               | 3           |             | Kuzbass | Kuzbass | 2      |        |  |
|  |                       |                       |             |             | Kuzbass | Kuzbass | 2      |        |  |
|  |                       |                       | Zenit-Kazan | Zenit-Kazan | 3       |         |        |        |  |
|  | Zenit-Kazan           | Zenit-Kazan           | Zenit-Kazan | Zenit-Kazan | 3       | 3       |        |        |  |
|  | Zenit-Kazan           | Zenit-Kazan           |             |             |         |         |        |        |  |
|  | Lokomotiv Novosibirsk | Lokomotiv Novosibirsk | 1           |             |         |         |        |        |  |

#### Semifinali
| 2 dicembre 2017 Dvorec Sporta Kosmos, Belgorod Durata: ? - Spettatori: ? | Belogor'e   | 0 - 3 | Kuzbass               | 17-25, 20-25, 21-25        |
| 2 dicembre 2017 Dvorec Sporta Kosmos, Belgorod Durata: ? - Spettatori: ? | Zenit-Kazan | 3 - 1 | Lokomotiv Novosibirsk | 27-25, 25-21, 32-34, 25-20 |

#### Finale
| 3 dicembre 2017 Dvorec Sporta Kosmos, Belgorod Durata: 2h:11 - Spettatori: ? | Kuzbass | 2 - 3 | Zenit-Kazan | 25-19, 24-26, 24-26, 25-22, 11-15 |